# Oniscophiloscia kuscheli
Oniscophiloscia kuscheli là một loài chân đều trong họ Philosciidae. Loài này được Strouhal miêu tả khoa học năm 1961.